# بایساما سانکوه
بایساما سانکوه (انگلیسی: Baïssama Sankoh؛ زادهٔ ۲۰ مارس ۱۹۹۲) بازیکن فوتبال اهل گینه است که برای تیم نئا سالامیس فاماگوستا در پست مدافع بازی می‌کند.
از باشگاه‌هایی که در آن بازی کرده‌است می‌توان به باشگاه فوتبال نئا سالامیس فاماگوستا، باشگاه فوتبال کان، باشگاه فوتبال استاد برستوا ۲۹، و باشگاه فوتبال گنگام اشاره کرد.
وی همچنین در تیم ملی فوتبال گینه بازی کرده‌است.